# Mariusca Moukengue
Mariusca Moukengue (née le 19 décembre 1994 à Sibiti), mieux connue sous le nom de scène Mariusca la slameuse, est une slameuse congolaise, actrice, critique d'art, formatrice et femme de théâtre.

## Biographie
Mariusca Moukengue fait ses débuts dans le théâtre en 2009, au sein de son lycée, avant d’intégrer, deux ans plus tard, la Cie Nsala, dirigée par le comédien et metteur en scène Harvey Massamba. Sous la houlette de ce dernier, elle prend part à plusieurs créations théâtrales et obtient, en 2016, un rôle dans le film Le cœur de la bête du réalisateur congolais Ori Huchi Kozia.
En 2015, elle se forme au slam aux côtés du slameur congolais Prodige Héveille, engagée et inspirée par les fortes figures féminines que sont Michelle Obama et Kimpa Vita, elle se distingue par des textes incisifs et emprunts d’humanisme. Sa prolificité lui vaut de nombreuses prestations, tant au Congo qu'à l'international. 
En 2017, elle est reçue par le centre d’art Waza de Lumbubashi, en RDC, pour des ateliers d’écriture et participe à la tournée de sensibilisation de La Croix-Rouge, contre les maladies liées au manque d'hygiène, dans le département des Plateaux. En 2018, elle réalise une tournée européenne et sort un maxi single de quatre titres, Slamourail, en collaboration avec Steve Mav. Le Studio 210 de la télévision nationale congolaise lui décerne, la même année, le Prix d’excellence de la meilleure Slameuse de l’année. Pour étendre son engagement, elle crée le concept Slamunité et anime de nombreux ateliers – au Congo (Brazzaville et Dolisie), en RDC et au Cameroun, au Tchad – avec des jeunes filles généralement touchées par les injustices sociales, les amenant à faire de la parole une arme. Elle est, par ailleurs, membre des Ateliers du Styl’oblique Brazza.
Concomitamment à sa carrière de slameuse et de comédienne, elle s’adonne à la critique d’art. Elle participe plusieurs fois à la Rencontre internationale de l'art contemporain, organisée chaque année par Les Ateliers SAHM, et travaille avec de nombreux plasticiens congolais et étrangers.

## Discographie
- 2018 : Slamourail (maxi single de 5 titres, en collaboration avec Steve Mav, et deux featurings avec Angel)
- 2018 : Beauté africaine (single, autoproduction)
- 2018 : Instant solidaire (single, autoproduction)
- 2019 : Cimetière hydraulique (single)
- 2020 : La Rue, mon toit (single, autoproduction)
- 2021 : Mwana Mbanda (feat. Spirita, autoproduction)
- 2022 : Ekosimba (single)
- 2023 : Vers cassé (single, Believe)
- 2024 : ILIMBI  (album)
- 2024 : Ngo Gwani (feat. Nestelia Forest)

## Filmographie

### Cinéma
- 2016 : Le Cœur de la bête d'Ori Huchi Kozia
- 2018 : Zéro de Moimi Wezam : voix off
- 2020 : Attente de Divana Kate

## Distinctions
- 2017 : Prix Gaestatelier Krone Aarau décerné par Les Ateliers SAHM[8].
- 2017 : Bourse La Garage pour l’aide à la création féminine africaine ; décernée par Les Ateliers SAHM, en partenariat avec le centre Gaestatelier Krone Aarau de Suisse[9].
- 2018 : Prix Studio 210 - Trophées Panafricains de l’excellence;  catégorie Meilleure Slameuse de l’année, attribué par  la Télévision Nationale Congolaise[10].
- 2018 : Prix Contemporary And Mentoring décerné par le magazine allemand Contemporary And, en partenariat avec le Centre d’art Waza de Lumbubashi[11].
- 2020 : Prix SEBAS décerné par la diaspora Congolaise de France (Lille)[12].
- 2022 : Grand Prix slam de l'année décerné par les Prix Studio 210 - Trophées Panafricains de l'Excellence de la télévision Nationale Congolaise
- 2022 : Prix  Prince Claus pour son engagement auprès des jeunes à travers son projet « Slamunité »[13]
- 2023 :  Championne pour les droits des Enfants UNICEF Congo[14]
- 2025 : Chevalière dans l'ordre nationale du mérite